# Vent Vert
Vent Vert (in italiano Vento verde) è un profumo femminile dell'azienda di profumeria francese Parfums Pierre Balmain.

## Storia
Creato da Germaine Cellier, Vent Vert è considerato il primo profumo "Floreale - Verde" della storia della profumeria. Nelle intenzioni iniziali del suo ideatore Pierre Balmain, Vent Vert doveva rappresentare "l'aria di libertà del dopo guerra", e quindi volutamente diverso da tutti i profumi fioriti di moda all'epoca. c Il profumo vide la luce nel 1947. L'elemento rivoluzionario nella composizione della Cellier era il galbano, una resina gommosa dall'odore molto caratteristico.
Nel 1990 la fragranza è stata riorchestrata da Calice Becker, con le note di cuore rafforzate per includere giacinto, rosa e gelsomino e le note di fondo con salvia e legno di sandalo. Anche la bottiglia color  appare semplificata, dalla forma quadrata e con un tappo verde che ricorda un ciuffo d'erba piegato dal vento. È stato nuovamente rielaborato, stavolta da Nathalie Feisthauer e rilanciato sul mercato nel 1999.

## Profumi ispirati aVert Vent
Alla formula di Vent Vert si sono ispirati negli anni successivi numerose altre fragranze. Fra le più importanti si possono citare 
- Fidji di Guy Laroche
- Chanel No. 19 di Chanel
- So Pretty di Cartier
- Ency di Gucci
- Jardin en Méditerranée di Hermès
- Fleur du Matin di Miller Harris
- Lime Basil e Jo Malone di Bon Marché
- Tendre Poison di Christian Dior
- Eau de Campagne di Sysley